# Mina (албум из 1971)
Mina је студијски албум италијанске певачице Мине. Издат је 1971. године за издавачке куће PDU. На албуму се налази дванаест песама, од којих су најпопуларније „Amor mio” и „Grande, grande, grande”.

## Списак пјесама
| №   | Назив                                         | Аутор(и)                                          | Трајање |  |
| 1.  | E penso a te                                  | Lucio Battisti, Mogol                             | 3:44    |  |
| 2.  | Capirò (I'll Be Home)                         | Randy Newman, Franca Evangelisti                  | 3:01    |  |
| 3.  | Le farfalle nella notte                       | Luciano Beretta, Rossella Conz, Pino Massara      | 4:13    |  |
| 4.  | Non ho parlato mai                            | Paolo Limiti, Mario Robbiani                      | 3:27    |  |
| 5.  | Sentimentale                                  | Lucio Dalla, Sergio Bardotti, Gianfranco Baldazzi | 4:43    |  |
| 6.  | Alfie                                         | Burt Bacharach, Hal David                         | 3:44    |  |
| 7.  | Grande, grande, grande                        | Tony Renis, Alberto Testa                         | 4:01    |  |
| 8.  | Amor mio                                      | Lucio Battisti, Mogol                             | 4:49    |  |
| 9.  | Al cuore non comandi mai (Plus fort que nous) | Francis Lai, Herbert Pagani                       | 3:57    |  |
| 10. | Something                                     | George Harrison                                   | 3:10    |  |
| 11. | Vacanze                                       | Umberto Bindi, Carlo Alberto Rossi                | 3:18    |  |
| 12. | Mi fai sentire cosi strana                    | Bruno Lauzi, Riccardo Del Turco                   | 3:30    |  |

## Позиције на листама

### Недељне листе
| Листа (1971–72)           | Највиша позиција |
| ------------------------- | ---------------- |
| Италија (Musica e dischi) | 1                |